# 赫里德瓦尔
赫里德瓦尔（羅馬化：Haridwār，發音：[ɦəɾɪd̪waːɾ] ⓘ，发音：/hʌrɪˈdwɑːr/）是印度北阿坎德邦一个重要的朝圣城市，恒河在从源头甘戈特里冰川流出253公里后，在此进入恒河平原。
赫里德瓦尔（诃利德瓦尔意译“诃利之门”，诃利是维世奴神之别称）被视为印度教七个最神圣的地方之一（赫里德瓦尔、瓦拉纳西、阿约提亚、甘吉布勒姆、德瓦尔卡、 乌贾因、马图拉），数以百万计的香客，信徒和游客聚集在恒河岸边沐浴，洗涤罪孽。